# Nikolaikirchstraße

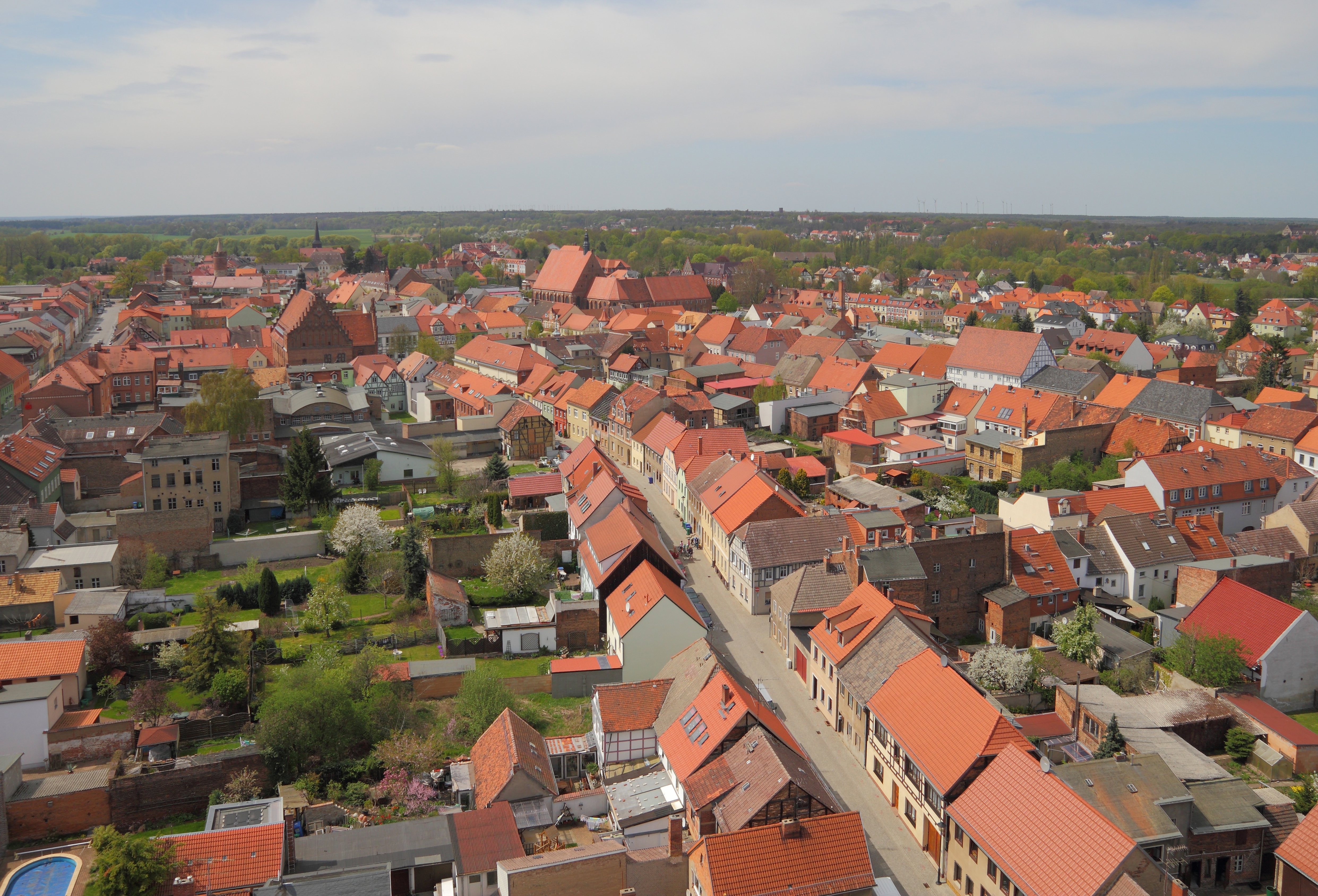
Die Nikolaikirchstraße

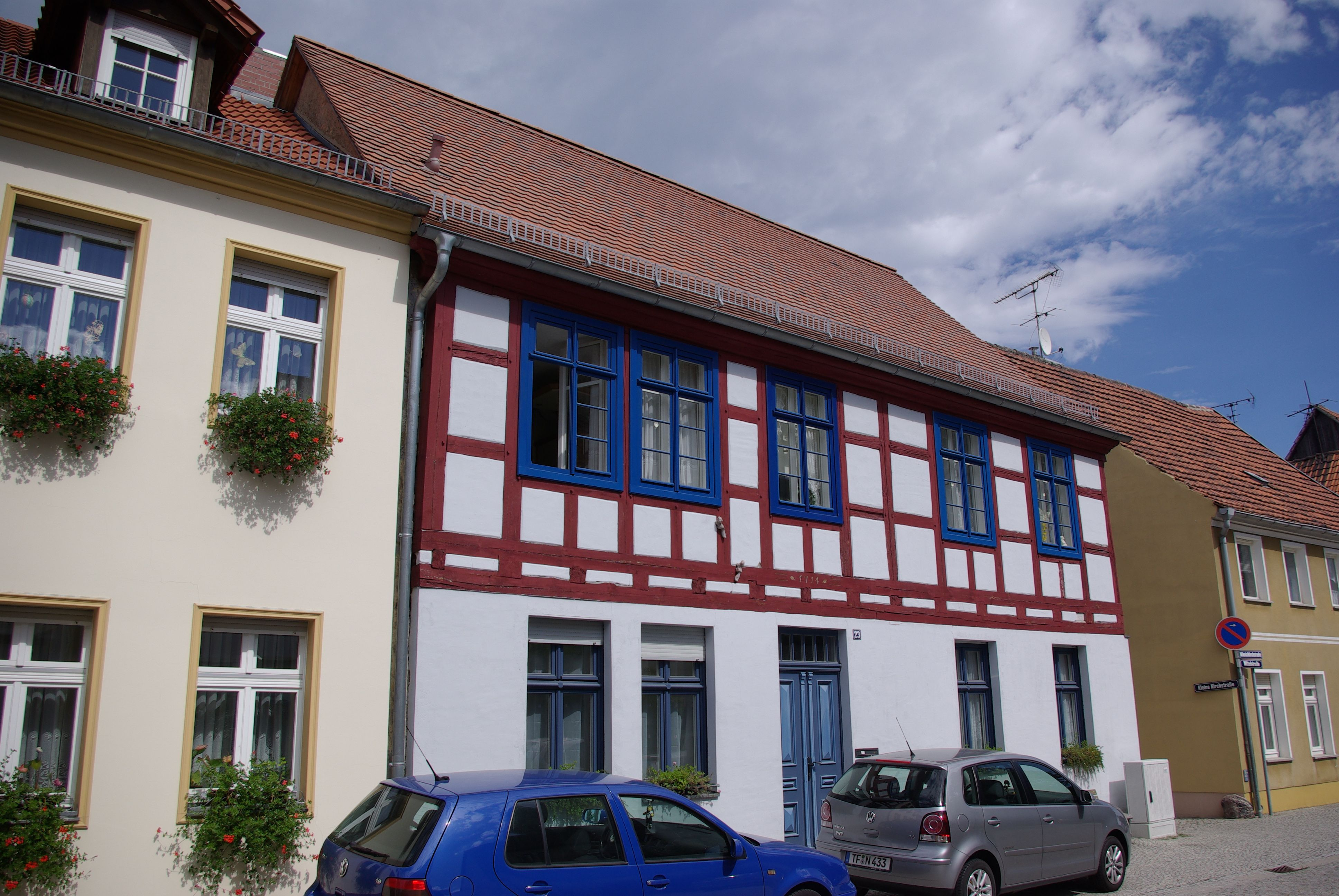
Das Haus Nikolaikirchstraße 23

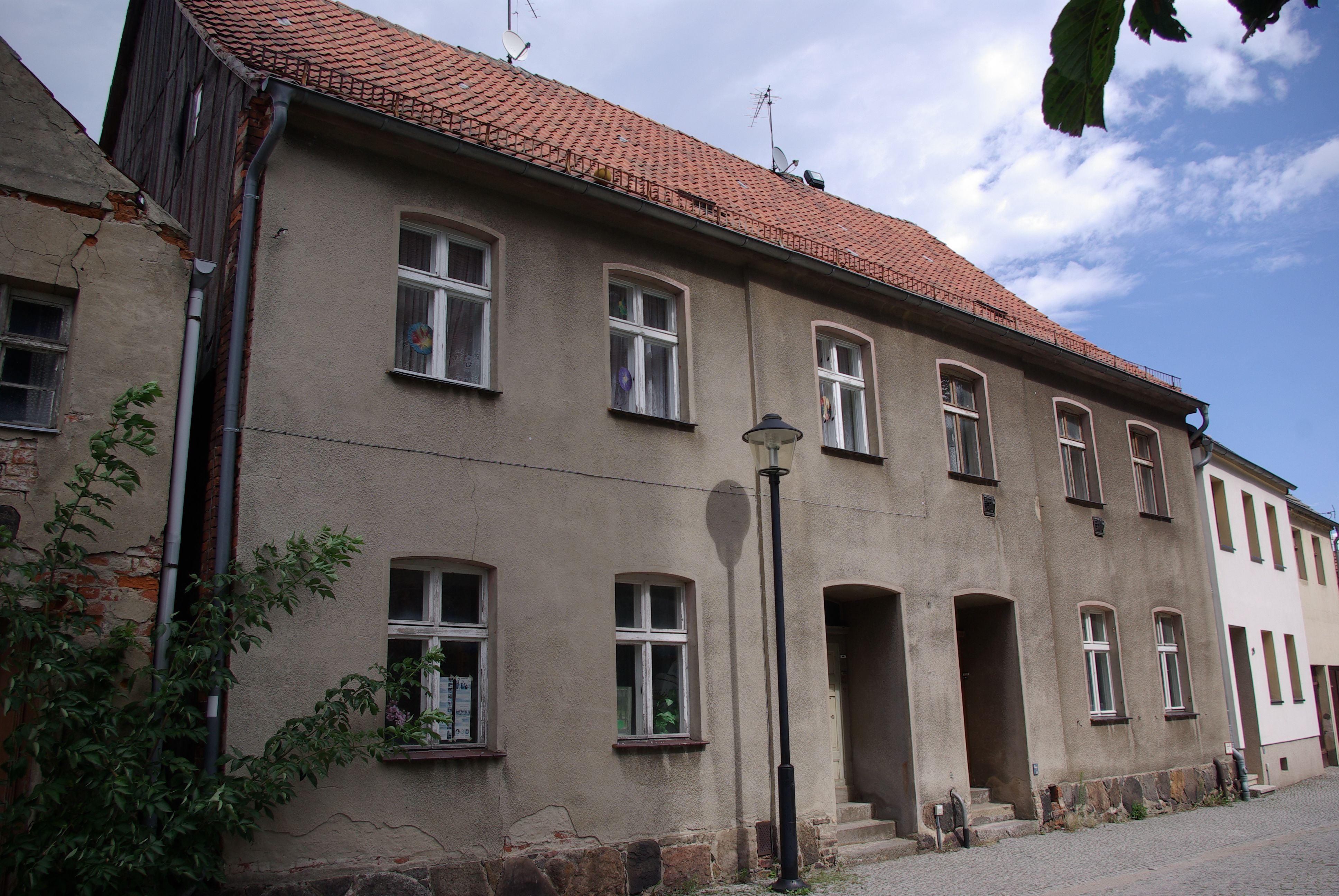
Die Häuser Nikolaikirchstraße 26 und 27

Die Nikolaikirchstraße ist eine Straße in Jüterbog. An der Nikolaikirchstraße befindet sich die Stadtkirche St. Nikolai. In der Straße sind acht Häuser denkmalgeschützt. Eine genaue Aufstellung der denkmalgeschützten Häuser befindet sich in der Liste der Baudenkmale in Jüterbog. 

## Lage
Die Straße hieß im Mittelalter Enge Gasse. Die Straße läuft parallel zur Großen Straße und zur Straße Planeberg. Die Nikolaikirchstraße beginnt im Westen am Markt und führt im Osten bis zur Straße Planeberg. Zum Planeberg gehen die Straßen Große Kirchstraße und Kleine Kirchstraße ab, zur Großen Straße führt die Straße Rothe Meer.
An der Straße befinden sich kleine Grundstücke. Es gibt Vermutungen, dass es sich früher um einen Wirtschaftsweg gehandelt hat, der allerdings schon früh als Straße ausgebaut worden sein muss. So befinden sich mittelalterliche Kelleranlagen unter den Häusern Nikolaikirchstraße 4 und 34/35. Die Häuser an der Nikolaikirchstraße sind bis auf eine Ausnahme zweigeschossig, sie stammen überwiegend aus dem 18. Jahrhundert. 
Die Straße hieß bis zum 28. Oktober 2009 Mittelstraße.

## Die Häuser
An der Ostseite der Straße befindet sich die Nikolaikirche. Weitere denkmalgeschützte Häuser sind:
- Nikolaikirchstraße 9: Das Haus wurde nach Schätzungen um das Jahr 1790 erbaut. Es hat zwei Geschosse und ist ein traufständiges Fachwerkhaus mit Satteldach. Das Haus hat fünf Achsen, in der mittleren Achse ist der Eingang. Im Jahre 1982 wurde das Fachwerk verputzt.
- Nikolaikirchstraße 23: Das Haus wurde um das Jahr 1715 erbaut. Das Haus liegt an der Nordseite der Straße ist traufständig und hat zwei Geschosse. Es ist ein Fachwerkbau mit Satteldach, im oberen Geschoss ist das Fachwerk sichtbar. Im Jahre 1999 wurde das Haus saniert.
- Mittelhaus 25: Das Wohnhaus Die Vise wurde das erste Mal im Jahre 1383 erwähnt. Hier wohnte die Kapläne der Nikolaikirche. Das jetzige Haus wurde 1748 erbaut. Das Haus ist zweigeschossig mit Krüppelwalmdach. Der Eingang befindet sich rechts, über der Tür befindet sich eine Tafel mit der Inschrift: Dieses Hauß ist in Gottes Hand / von Alters her die VISE genannd / Jo:CHRIST.HOFFMANN Physik 1748. In der Hausmitte befand sich eine Schwarze Küche. Unter dem Haus befindet sich eine tonnenförmige Kelleranlage. Das Haus zerfällt.
- Nikolaikirchstraße 26/27: Das Diakonatshaus wurde 1723 errichtet. Es ist ein traufständiges zweigeschossiges Haus mit Satteldach. Heute ist das Haus Verwaltungsamt der Kirche. Das Haus hat sechs Achsen und einen Mittelrisalit.
- Nikolaikirchstraße 34: Das Wohnhaus wurde in der Mitte des 18. Jahrhunderts erbaut. Es ist ein zweigeschossiges Fachwerkhaus, das Dach ist traufständig. Unter dem Haus befindet sich eine relativ große Kelleranlage aus dem Mittelalter.
- Nikolaikirchstraße 39: Die Kelleranlage aus dem Mittelalter hat eine Größe von 11 Meter mal 4 Meter. Das Haus aus dem 18. Jahrhundert wurde abgerissen und 1997 durch einen Neubau ersetzt.
- Nikolaikirchstraße 48/49:  Das Wohnhaus Nummer 48 wurde 1885 erbaut, der Anbau Nummer 49 im Jahre 1898. Das Haus ist ein zweigeschossiger Bau mit Satteldach.